# 송쾌군

송쾌군(สองแคว)은 난주의 행정 구역이다. 이 지역의 총 인구 수는 2009년 기준으로 11765명이다.
동쪽으로는 퉁창군, 치앙끌랑군, 타왕파군, 퐁군, 파야오주 치앙캄군과 경계한다. 북쪽으로는 라오스의 사이냐불리주와 경계한다.

## 행정 구역
| 번호 | 지명         | 태국어 지명 | 빌리지 | 인구  |  |
| ---- | ------------ | ----------- | ------ | ----- |  |
| 1.   | Na Rai Luang | นาไร่หลวง    | 10     | 5,693 |  |
| 2.   | Chon Daen    | ชนแดน       | 9      | 2,989 |  |
| 3.   | Yot          | ยอด         | 6      | 2,825 |  |